# Dirk Schlächter
Dirk Schlächter (Bad Nauheim, 15 febbraio 1965) è un polistrumentista tedesco.

## Biografia
È l'attuale bassista della band power metal Gamma Ray, con la quale ha esordito come ospite nell'album d'esordio Heading for Tomorrow, per poi diventare membro ufficiale nel 1991, occupando il ruolo di chitarrista. Torna a suonare il basso nella band per l'album Somewhere Out in Space sostituendo Jan Rubach.

## Discografia con i Gamma Ray
- 1990 - Heading for Tomorrow
- 1991 - Sigh No More
- 1993 - Insanity and Genius
- 1995 - Land of the Free
- 1996 - Alive '95 (live)
- 1997 - Somewhere Out in Space
- 1997 - The Karaoke Album (compilation pubblicata solo in Giappone)
- 1999 - Powerplant
- 2000 - Blast from the Past (compilation)
- 2001 - No World Order
- 2003 - Skeletons in the Closet (live)
- 2005 - Majestic
- 2007 - Land of the Free II
- 2008 - Hell Yeah !!! The Awesome Four - Live in Montreal (live)
- 2010 - To the Metal
- 2011 - Skeletons & Majesties (EP)
- 2012 - Skeletons & Majesties Live (live)
- 2014 - Empire of the Undead
- 2015 - The Best (Of) (compilation)
- 2015 - Heading for the East (live)
- 2016 - Lust for Live (live)
- 2021 - 30 Years Live Anniversary (live)